# Кобахидзе, Михаил Германович
Михаил Германович Кобахидзе (груз. მიხეილ (მიშიკო, მიშა) კობახიძე, 5 апреля 1939 — 13 октября 2019) — грузинский советский и французский сценарист, кинорежиссёр, актёр и композитор.

## Биография
Михаил Кобахидзе родился в Тбилиси в 1939 году. С 1959 года учился во ВГИКе на актёрском и режиссёрском факультете, который закончил в 1965 году (мастерская С. А. Герасимова и Т. Ф. Макаровой).
Снимать начал на втором курсе учёбы во ВГИКе. Начиная с 1961 года, сотрудничал со студией «Грузия-фильм», специализируясь на короткометражных и мультипликационных фильмах, за один из которых, «Зонтик», удостоился награды Краковского кинофестиваля документального и короткометражного кино. Дипломная работа режиссёра — 20-минутный двухчастный фильм «Свадьба», вышедший на экраны в 1965 году — попала в программу XI Международного кинофестиваля короткометражных фильмов в Оберхаузене (ФРГ), где удостоилась сразу нескольких наград, включая главный приз «За лучший короткометражный игровой фильм». Эта же лента получила Большой приз жюри VI Международной встречи фильмов для молодежи в Канне и награды кинофестивалей в Мельбурне, Сиднее и Буэнос-Айресе. В Грузии Кобахидзе в общей сложности снял как режиссёр всего пять черно-белых короткометражных фильмов, так как его стиль был признан формалистическим и снимать ему удавалось редко.
С 1996 года проживал в Париже. В начале XXI века участвовал в выпуске французских короткометражных фильмов «В пути» (фр. En chemin, как сценарист и режиссёр) и «Красные щёчки» (фр. Les joues rouges, как актёр). Его сценарий «Вариации о любви» проиграл один голос в борьбе за первое место в конкурсе сценариев, а впоследствии реорганизация каналов Canal+ и ARTE помешала осуществлению его проекта полнометражного фильма «Как облако» фр. Comme un nuage).
Сын Михаила Кобахидзе — Гега (Герман) Кобахидзе, актёр киностудии «Грузия-фильм». 18 ноября 1983 года с группой сообщников пытался угнать самолёт Ту-134 с целью бегства из СССР, убив и ранив нескольких человек на борту. В августе 1984 года Верховный суд Грузинской ССР приговорил Германа Кобахидзе к смертной казни. Расстрелян 3 октября того же года.
Михаил Кобахидзе скончался после тяжелой продолжительной болезни 13 октября 2019 года.

## Фильмография

### Режиссёр
- 1961 — Молодая любовь (к/м)
- 1962 — Карусель (к/м)
- 1964 — Свадьба (к/м)
- 1967 — Зонтик[вд] (к/м)
- 1969 — Музыканты (к/м)
- 2003 — En chemin (к/м)

### Сценарист
- 1961 — Молодая любовь (к/м)
- 1962 — Карусель (к/м)
- 1964 — Свадьба (к/м)
- 1967 — Зонтик[вд] (к/м)
- 1969 — Музыканты (к/м)
- 1977 — Будем знакомы (киноальманах) («Гонки»)
- 2003 — En chemin (к/м)

#### Сценарист мультфильмов
- 1972 — Любознательный
- 1972 — Две новеллы. Оптимист
- 1975 — В пещере
- 1975 — Трубка
- 1976 — На море
- 1977 — Последняя капля
- 1980 — Тайна
- 1988 — Урожай
- 1988 — Зелёная ветвь
- 2002 — Святой лис (полнометражный)

### Актёр
- 1962 — Карусель (к/м) — мужчина
- 1969 — Музыканты (к/м)
- 1977 — Цена жизни (киноальманах) — «Федя»
- 1978 — Несколько интервью по личным вопросам — эпизод
- 1987 — Анемия
- 2004 — Les joues rouges (к/м)

### Музыка
- 1964 — Свадьба (к/м)
- 1967 — Зонтик[вд] (к/м)

## Награды
- Международный кинофестиваль короткометражных фильмов, Оберхаузен, ФРГ, 1965 — гран-при «За лучший короткометражный игровой фильм», премия ФИПРЕССИ «За простоту, честность и ясность при соответствующем хорошем исполнении» и премия «Интерфильм» Христианской евангелической организации
- Краковский кинофестиваль, 1967 — «Серебряный дракон» и приз ФИПРЕССИ (за фильм «Зонтик»)[6]
- В 1996 году на Международном кинофестивале в Венеции состоялась ретроспектива фильмов Михаила Кобахидзе.